# Линия Маннергейма
Ли́ния Маннерге́йма (фин. Mannerheim-linja, швед. Mannerheimlinjen) — комплекс оборонительных сооружений между Финским заливом и Ладогой длиной 132—135 км, созданный в 1920—1930 годы на финской части Карельского перешейка для сдерживания возможного наступательного удара со стороны СССР. Эта линия стала местом наиболее значительных боёв в «Зимнюю войну» 1940 года и получила большую известность в международной прессе. Между Выборгом и границей с СССР были спланированы три линии обороны. Ближайшая к границе называлась «главная», затем шла «промежуточная», вблизи Выборга «задняя». Самый мощный узел главной линии располагался в районе Суммакюля, месте наибольшей угрозы прорыва. Во время Зимней войны финская и за ней западная пресса называла комплекс главной оборонительной линии по имени главнокомандующего маршала Карла Маннергейма, по приказу которого разрабатывались планы обороны Карельского перешейка ещё в 1918 году. По его же инициативе были созданы наиболее крупные сооружения комплекса обороны.

## Географическая характеристика района
Как следует из геологической карты Карельского перешейка, главная линия обороны на её наиболее ответственном западном участке проходила приблизительно по границе несогласного расположения геологических морфоструктур: к северо-западу это были граниты рапакиви и гнейсы, к юго-востоку — глины с прослойками песчаников, что было характерно для доледникового времени. После окончания эпох оледенения всё это было погребено под толщей моренных отложений, принесённых многократно отступающими ледниками. Образовался характерный для этой местности холмисто-котловинный камовый рельеф, сложенный ледниковыми песчаными отложениями.
Основой обороны являлся рельеф местности: всю территорию Карельского перешейка покрывают крупные лесные массивы, десятки средних и малых озёр и рек. Озёра и реки имеют болотистые или каменистые крутые берега. В лесах повсюду встречаются каменистые гряды и многочисленные валуны крупных размеров. При рациональном размещении узлов сопротивления и огневых позиций каждого из них рельеф местности позволял относительно малыми силами организовать эффективную оборону. Это было отмечено Маннергеймом во время его инспекции существовавшей тогда «Линии Энкеля» в 1931 году. Одновременно он отметил существенный её недостаток, заключавшийся в отсутствии скального основания, что значительно удорожало строительство современных ДОТов, требуя создания под ними бетонной «подушки», предотвращавшей погружение сооружения в грунт. Было решено принять за основу существующие сооружения «Линии Энкеля» и изыскать средства для их модернизации и строительства современных ДОТов.

## Название
На начальном этапе своего строительства, в 1920—1924 годах, в финской прессе часто называлась «Линией Энкеля». Название «линия Маннергейма» появилось уже после создания комплекса, в начале зимней советско-финской войны в декабре 1939 года, когда финские войска начали упорную оборону. Незадолго до этого, осенью, прибыла группа иностранных журналистов, чтобы ознакомиться с фортификационными работами на комплексе. В то время много писалось о французской линии Мажино и о германской линии Зигфрида. Сын бывшего адъютанта Маннергейма Аксели Гален-Каллела — Йорма Гален-Каллела, сопровождавший журналистов, в беседе назвал комплекс оборонительных сооружений «линией Маннергейма». С началом Зимней войны это название появилось в статьях газет, журналисты которых осматривали сооружения осенью 1939 года.

## История создания
Подготовка к строительству линии была начата сразу же после провозглашения независимости Финляндии в 1918 году по инициативе тогдашнего главнокомандующего финской армией Карла Маннергейма. Строительство продолжалось с 1920 года с перерывами вплоть до начала советско-финской войны в 1939 году.
Первый план линии был разработан подполковником А. Раппе в 1918 году. Затем работу над планом обороны продолжил немецкий полковник барон фон Бранденштайн (O. von Brandenstein), его план был утверждён в августе. В октябре 1918 года финское правительство выделило на строительные работы 300 000 марок. Работы выполняли немецкие и финские сапёры (один батальон) и русские военнопленные. С уходом немецкой армии работы были значительно сокращены и всё свелось к работам финского учебного сапёрного батальона.
В октябре 1919 года разработан новый план оборонительной линии. Им руководил начальник генерального штаба генерал-майор Оскар Энкель. Основные проектировочные работы выполнял член французской военной комиссии майор Ж. Гро-Куасси (J. Gros-Coissy). Свои планы оборонительного рубежа на границе готовили также генерал-майоры Х. Игнатиус и К. Теслёф, майор Й. Фабрициус, но они были отклонены.
По этому плану в 1920—1924 годах было построено 17 укреплённых узлов в составе 168 бетонных и железобетонных сооружений, из которых 114 были пулемётными, 6 — артиллерийскими и одно — смешанным. Практически все сооружения располагались на главной оборонительной полосе и только единичные прикрывали важнейшие направления на тыловой полосе. В военном руководстве Финляндии возник острый конфликт, противников строительства укреплённых линий возглавил Харальд Эквист, ратовавший за усиление артиллерии и противотанковых вооружений. В 1924 году генерал Энкель был уволен в отставку и финансирование строительства прекратилось. Наступил трёхлетний перерыв и вопрос возобновления работ был поднят лишь в 1927 году.
Новый план разрабатывал В. Карикоски. Однако к самим работам приступили только в 1930 году (по другим данным, в 1932 году). Наибольший размах они приняли в 1932 году, когда под руководством подполковника Фабрициуса было построено шесть двухамбразурных ДОТов. Теперь акцент был сделан на создание долговременных фортификационных сооружений (ДФС), объединяемых в единые укрепузлы с мощным предпольем, густой сетью закрытых огневых точек, системой траншей и искусственных малозаметных заграждений. В соответствии с этими требованиями были перестроены и усилены многие из ранее сооруженных укреплений.

## Укрепления
Главная оборонительная полоса состояла из вытянутой в линию системы узлов обороны, в каждый из которых входило несколько дерево-земляных полевых укреплений (ДЗОТ) и долговременных каменно-бетонных сооружений, а также противотанковые и противопехотные заграждения. Сами узлы обороны были размещены на главной оборонительной линии крайне неравномерно: промежутки между отдельными узлами сопротивления иногда достигали 6-8 км. Каждый узел обороны имел свой индекс, начинавшийся обычно первыми буквами близлежащего населённого пункта. Если вести счёт от берега Финского залива, то обозначения узлов последуют в таком порядке:
- «Н» — Хумалъйоки [ныне Ермилово]
- «К» — Колккала [ныне Малышево]
- «N» — Няюкки [ныне не существ.]
- «Ко» — Колмикееяля [не существ.]
- «Ну» — Хюлкеяля [не существ.]
- «Ка» — Кархула [ныне Дятлово]
- «Sk» — Суммакюля [не существ.]
- «La» — Ляхде [не существ,]
- «А» — Эюряпяа (Лейпясуо)
- «Ми» — Муолаанкюля [ныне Грибное]
- «Ма» — Сикниеми [не существ.]
- «Ма» — Мялкеля [ныне Зверево]
- «La» — Лауттаниеми [не существ.]
- «No» — Нойсниеми [ныне Мыс]
- «Ki» — Кивиниеми [ныне Лосево]
- «Sa» — Саккола [ныне Громово]
- «Ке» — Келья [ныне Портовое]
- «Tai» — Тайпале (ныне Соловьёво)

На главной оборонительной полосе было сооружено 18 узлов обороны различной степени мощности. В систему укреплений входила и тыловая оборонительная полоса, прикрывавшая подступы к Выборгу. В неё входило 10 узлов обороны:
- «R» — Ремпетти [ныне Ключевое]
- «Nr» — Нярья [ныне не существует]
- «Kai» — Кайпиала [не существ.]
- «Nu» — Нуораа [ныне Соколинское]
- «Kak» — Каккола [ныне Соколинское]
- «Le» — Левияйнен [не существ.]
- «A.-Sa» — Ала-Сяйние [ныне Черкасово]
- «Y.-Sa» — Юля-Сяйние [ныне В.-Черкасово]
- «Не» — Хейнъйоки [ныне Вещево]
- «Ly» — Лююкюля [ныне Озёрное]

Узел сопротивления оборонялся одним-двумя стрелковыми батальонами, усиленными артиллерией. По фронту узел занимал 3—4,5 километра и в глубину 1,5—2 километра. Он состоял из 4—6 опорных пунктов, каждый опорный пункт имел по 3—5 долговременных огневых точек, преимущественно пулемётных и много реже — артиллерийских, составлявших скелет обороны.
Каждое долговременное сооружение было окружено траншеями, которые связывали между собой сооружения узла, а при необходимости могли быть превращены в окопы. Между узлами сопротивления траншей не было.
Траншеи в большинстве случаев состояли из хода сообщения с вынесенными вперёд пулемётными гнёздами и стрелковыми ячейками на одного-трёх стрелков. Встречались и стрелковые ячейки, прикрытые броневыми щитами с козырьками. Это защищало голову стрелка от шрапнельного огня.
Фланги линии упирались в Финский залив и в Ладожское озеро. Берег Финского залива прикрывали береговые батареи крупного калибра, а в районе Тайпале на берегу Ладожского озера были созданы железобетонные форты с восемью 120-мм и 152-мм береговыми орудиями.
Железобетонные сооружения «линии Маннергейма» делятся на постройки первого (1920—1937 годы) и второго поколения (1938—1939 годы).
ДОТы первого поколения были небольшие, одноэтажные, на один-три пулемёта, не имели убежищ для гарнизона и внутреннего оборудования. Толщина железобетонных стен достигала 2 м, горизонтального покрытия — 1,75—2 м. Впоследствии эти ДОТы были усилены: утолщены стены, установлены на амбразурах броневые плиты, некоторые из которых были сняты с укреплений форта «Ино».
Бетонные сооружения «Линии Энкеля» строились практически без стальной арматуры.
Некоторые ДОТы второго поколения финская печать окрестила «миллионными» или ДОТами-миллионниками, поскольку стоимость каждого из них превышала миллион финских марок. Всего было построено 7 таких ДОТов. Инициатором их постройки стал вернувшийся в политику в 1937 году Карл Маннергейм, который добился от парламента страны дополнительных ассигнований. Одними из самых современных и сильно укреплённых были входившие в систему узла обороны (у которого и была ценой чрезвычайно больших потерь нападающих прорвана основная полоса укреплений — Сумма-Хотинен) ДОТы Sj4 «Поппиус», который имел амбразуры фланкирующего огня в западном каземате и Sj5 «Миллионер», с амбразурами для фланкирующего огня в обоих казематах.
Оба ДОТа простреливали пулемётами фланговым огнём всю лощину, прикрывая фронт друг друга. ДОТы фланкирующего огня имели название каземат «Ле Бурже», по имени разработавшего его французского инженера, и получила распространение уже в ходе Первой мировой войны. Некоторые ДОТы в районе Хоттинена, например, Sk5, Sk6, были переделаны в казематы фланкирующего огня, фронтальная амбразура при этом замуровывалась. ДОТы фланкирующего огня были хорошо замаскированы камнями и снегом, что затрудняло их обнаружение, кроме того, с фронта пробить каземат артиллерией было практически невозможно.
«Миллионные» ДОТы представляли собой железобетонные сооружения в виде заглублённых в землю боевых казематов фланкирующего или фронтального огня, соединённых подземным убежищем-казармой. Число амбразур могло доходить до 4—6, из которых в редких случаях (4 % от общего числа ДОТов) одна-две — орудийные, преимущественно фланкирующего действия. Обычным вооружением снабжённых артиллерией ДОТов были русские 76-мм пушки образца 1900 года на казематных станках Дурляхова и 37-мм противотанковые пушки «Бофорс» образца 1936 года на казематных установках. Реже встречались 76-мм горные пушки образца 1904 года на тумбовых установках.

Слабые стороны финских долговременных сооружений таковы: неполноценное качество бетона у построек первого срока, перенасыщение бетона гибкой арматурой, отсутствие у построек первого срока жёсткого армирования.

Сильные же качества ДОТов заключались в большом количестве огневых амбразур, простреливавших ближние и непосредственные подступы и фланкировавшие подступы к соседним железобетонным точкам, а также в тактически правильном расположении сооружений на местности, в тщательной их маскировке, в насыщенном заполнении промежутков. — Генерал-майор инженерных войск А.Хренов, 1941
Ещё 17 декабря, когда войска попали под огонь ДОТов Sj4 и Sj5, Мерецков сомневался в существовании вообще долговременных укреплений на Карельском перешейке, поскольку не располагал надёжными данными об их обнаружении.
Всего к декабрю 1939 года на Карельском перешейке было построено 28 укрепузлов (в том числе 21 в главной оборонительной полосе). 35 ДФС оставались недостроенными, на них спешно устанавливали вооружение уже в ходе войны. Общее число ДФС на «Линии Маннергейма» составляло 385.

## Инженерные заграждения
Основными типами противопехотных препятствий были проволочные сети и мины. Дополнительно устанавливались рогатки, которые несколько отличались от советских рогаток или спирали Бруно. Эти противопехотные препятствия дополнялись противотанковыми.
Надолбы с целью экономии средств делались из низкокачественного бетона, который легко крошился под огнём пушек нашедших широкое применение в Зимней войне танков Т-28 и Т-28М калибром 76,2 мм. Они обычно ставились в четыре ряда, на два метра один от другого, в шахматном порядке. Ряды камней иногда усиливались проволочными заграждениями, а в других случаях — рвами и эскарпами. Таким образом, противотанковые препятствия превращались одновременно и в противопехотные. Наиболее мощные препятствия были на высоте 65,5 у дота № 006 и на Хотинене, у дотов № 45, 35 и 40, которые являлись основными в системе обороны Междуболотного и Суммского узлов сопротивления. У дота № 006 проволочная сеть доходила до 45 рядов, из которых первые 42 ряда были на металлических кольях высотой в 60 сантиметров, заделанных в бетон. Надолбы в этом месте имели 12 рядов камней и были расположены посреди проволоки. Чтобы подорвать надолб, надо было пройти 18 рядов проволоки под трёх-четырёхслойным огнём и в 100—150 метрах от переднего края обороны противника. В некоторых случаях местность между дзотами и дотами занимали жилые постройки. Они обычно находились на окраине населённого пункта и были сложены из гранита, причём толщина стен доходила до 1 метра и более. Такие дома, при необходимости, превращались в оборонительные укрепления.
Финские сапёры успели возвести вдоль главной полосы обороны около 135 км противотанковых препятствий и около 330 км проволочных заграждений.

## Советско-финская война (1939—1940)
Во время войны линия удерживала наступление Красной Армии около двух месяцев.
В декабре 1939 года на три финские дивизии в долговременных укреплениях на Карельском перешейке было направлено пять советских стрелковых дивизий 7-й армии. Позднее соотношение стало 6:9, но это всё равно далеко от нормального соотношения между обороняющимся и наступающим на направлении главного удара, 1:3.
С финской стороны на Карельском перешейке было 6 пехотных дивизий (4-я, 5-я, 11-я пд II армейского корпуса, 8-я и 10-я пд III армейского корпуса, 6-я пд в резерве), 4 пехотные бригады, одна кавалерийская бригада и 10 батальонов (отдельных, егерских, подвижных, береговой обороны). Всего 80 расчётных батальонов. С советской стороны на Карельский перешеек наступали 9 стрелковых дивизий (24, 90, 138, 49, 150, 142, 43, 70, 100-я сд), 1 стрелково-пулемётная бригада (в составе 10-го танкового корпуса) и 6 танковых бригад. Итого 84 расчётных стрелковых батальона. Численность финских войск на Карельском перешейке составляла 130 тыс. человек, 360 орудий и миномётов и 25 танков. Советское командование располагало живой силой в количестве 400 000 человек (вводимых в боевые действия по частям — в начале их было 169 тыс.), 1500 орудиями, 1000 танков и 700 самолётами.
На линии Маннергейма было 221 железобетонное сооружение, в том числе 150 пулемётных бункеров (из них 13 — двухпулемётных и 7 — трёхпулемётных, остальные — с одним пулемётом), 8 артиллерийских бункеров, 9 командных бункеров, 41 капонир и 6 пехотных убежищ (укрытие). Также было построено 1410 деревоземляных сооружений — 606 дзотов и 804 блиндажа.
Действиям финских солдат на линии Маннергейма была посвящена финская патриотическая песня Mannerheimin linjalla («На линии Маннергейма», композитор Матти Юрва, слова Тату Пеккаринена).

### Первый штурм
К началу войны и в ходе неё инженерная разведка 7-й армии так и не была оформлена организационно. Специальных разведывательных групп или подразделений инженерные войска не имели. По штатам военного времени в составе взводов управления сапёрных батальонов предусматривались отделения разведки, но они не были готовы к выполнению сложных и многообразных задач специальной инженерной разведки. Поэтому инженерные войска не имели конкретных данных о характере инженерной подготовки финских войск к войне. Описание укрепрайона на Карельском перешейке было дано общими штрихами, чертежи железобетонных точек в большинстве оказались неверными, а конструкции противотанковых мин явились неожиданностью. Не было достаточных сведений о видах противотанковых заграждений.
Проведённый с хода лобовой удар не дал результата. Не удалось даже установить расположение точек обороны противника. Вместе со слабой подготовкой наступательной операции, недостатком сил и средств пришло понимание невозможности овладения с ходу главной полосой обороны. Стало ясным, что для преодоления линии Маннергейма требовались совершенно другой порядок действий и основательная специальная подготовка.

### Подготовка войск для прорыва линии Маннергейма
Для отработки действий на местности был приспособлен захваченный финский учебный полигон в Бобочине (Каменка). Начальник инженерных войск 7-й армии А. Ф. Хренов разработал проект инструкции для прорыва линии обороны. Командующий фронтом утвердил её, внеся несколько дополнений и уточнений.
Инструкция предусматривала проведение основательной артиллерийской подготовки, ведущейся не по площадям, а по конкретным целям. Запрещалось бросать в наступление пехоту до того, как будут разрушены ДОТы на переднем крае обороны противника. Для блокировки и уничтожения ДОТов предписывалось создание штурмовых групп из расчёта трёх на стрелковый батальон. В состав группы включались один стрелковый и один пулемётный взводы, два-три танка, одно-два 45-мм орудия, от отделения до взвода сапёров, два-три химика. Сапёрам надлежало иметь по 150—200 кг взрывчатки на каждый ДОТ, а также миноискатели, ножницы для резки проволоки, фашины для преодоления танками рвов. Кроме штурмовых групп, создавались ещё группы разграждения и восстановления.
Организацию занятий и наблюдение за их ходом поручили А. Ф. Хренову. Учёба и тренировки велись днём и, что особенно важно, ночью. Начиналось занятие с имитации артподготовки. Затем под прикрытием стрелков и пулемётчиков вперёд выдвигались сапёры с миноискателями. На их пути встречались «мины», которые нужно было обнаружить и обезвредить, чтобы открыть путь пехоте и танкам. После этого сапёры резали колючую проволоку и подрывали надолбы.
Затем вперёд выдвигалась пехота и танки, выводилась на прямую наводку артиллерия. Предполагалось, что ДОТ ещё не подавлен, но боевая мощь его ослаблена. Действия пехоты, артиллеристов и танкистов должны были облегчить сапёрам выполнение главной задачи: выйти в тыл ДОТа с необходимым количеством взрывчатого вещества и подорвать сооружение. Тем самым штурмовая группа выполняла своё назначение, и в атаку поднимался весь батальон. Через полигон проходили батальон за батальоном, полк за полком. Его не миновала ни одна из частей, которой предстояло действовать на любом из участков 110-километрового фронта. На отработку инструкции ушло около месяца.
Помимо этого, были разработаны и направлены в войска руководства, памятки, инструкции по инженерному делу. Они помогали личному составу инженерных войск лучше изучить инженерное вооружение финнов, различного рода препятствия, освоить новое инженерное вооружение Красной Армии и научиться его эффективному применению. Проведённые мероприятия дали возможность обеспечить потребность инженерных войск фронта подготовленными командными кадрами и красноармейским составом.

### Прорыв линии Маннергейма
11 февраля 1940 года в 9:40 утра залпы продолжавшейся в течение двух с лишним часов артиллерийской подготовки возвестили о начале генерального наступления Красной Армии на Карельском перешейке. Артиллерийский огонь был долог и сокрушителен. В 7-й армии орудия вели обстрел 2 часа 20 минут, в 13-й — 3 часа. Незадолго до окончания огня пехота и танки выдвинулись вперёд и ровно в 12 часов дня перешли в наступление. 7-я армия ударила в линию Маннергейма западнее озера Муолаанъярви. Правый фланг армии устремился на Выборг через Кямяря, левый — на Макслахти. Следуя за огневым валом артиллерийских разрывов, подразделения 245-го полка 123-й стрелковой дивизии по траншеям-сапам вплотную приблизились к линии надолбов, и, совместно с двумя танковыми батальонами, короткой атакой захватили восточные скаты высоты 65,5 (Укрепрайон Sj Сумма-Ляхде) и рощу «Молоток».
В ближнем бою сопротивление опорных пунктов Суммского узла обороны было сломлено. Развивая успех, 245-й стрелковый полк начал наступление в направлении рощи «Фигурная». К исходу дня 123-я дивизия, уничтожив 8 железобетонных ДОТов и около 20 ДЗОТов, продвинулась в глубину финской обороны на полтора километра. Части 24-й стрелковой дивизии в районе Вяйсянен вышли к опушке рощи «Редкая» и в рукопашном бою овладели ключевой позицией — господствующей над рощей высотой.
12—13 февраля прошли в упорных контратаках финских войск, пытавшихся вернуть утраченные позиции. Но клин советского наступления медленно расширял брешь прорыва. К исходу 13 февраля, на третий день наступления, 123-я стрелковая дивизия с приданными ей танками — 112-м танковым батальоном 35-й легкотанковой бригады и 90-м батальоном 20-й танковой бригады — прорвала главную оборонительную полосу на всю её глубину (6—7 км), расширив прорыв до 6 км. Суммский узел сопротивления с его 12 ДОТами и 39 ДЗОТами был полностью разгромлен. 14 февраля Президиум Верховного Совета СССР наградил 123-ю стрелковую дивизию полковника Ф. Ф. Алябушева орденом Ленина.
Успешным действиям в полосе наступления дивизии во многом способствовал эффективный обстрел артиллерией. Немаловажную роль сыграли и два опытных образца танка КВ-1, которые в значительной степени разрушили боевые позиции и заграждения Суммского узла сопротивления, но застряли в гуще противотанковых заграждений.
14 февраля, закрепляя успех 123-й стрелковой дивизии, командование Северо-Западного фронта ввело в бой дополнительные силы. Развивая прорыв вглубь, 84-я стрелковая дивизия ударила в направлении Лейпясуо. Наступление 7-й стрелковой дивизии было нацелено на северо-запад в обход Хотиненского узла сопротивления. Выход в тыл финских позиций 7-й дивизии приковал к себе значительную часть 11-го финского корпуса, тем самым 15 февраля позволив 100-й стрелковой дивизии фронтальной атакой взять Хотинен. 16 февраля наступление 138-й и 113-й стрелковых дивизий создало угрозу обхода Кархульского узла (Дятлово) сопротивления.
Боевые действия на участке прорыва 13-й армии также развивались успешно. 11-го февраля наибольшего результата добились левофланговые части армии, 136-я стрелковая дивизия при поддержке 39-й танковой бригады прорвалась в глубину финской обороны в направлении перешейка между озёрами Муоланъярви (Глубокое) и Яюряпянярви (Большое Раковое). Наступление на правом фланге несколько приотстало. В районе озёр Пуннусъярви и Кирккоярви продвижение советских войск сдерживал мощный оборонительный узел противника. Упорные бои развернулись за высоты «Круглая», «Дыня», «Петух».
К середине февраля части 13-й армии, преодолевая ожесточённое сопротивление финнов, вышли на рубеж Муолаа — Ильвес — Салменкайта — Ритасари.

### Линия Маннергейма после советско-финской войны (1939—1940)
После войны финские оборонительные рубежи на Карельском перешейке подверглись разрушению. Специальные команды сапёров демонтировали и взрывали долговременные огневые точки, уцелевшие в ходе недавних боев. Отдельные части финских ДОТов — осколки бетона и бронеколпаков — в качестве экспонатов заняли места в экспозициях московских и ленинградских музеев, посвящённых советско-финской войне. Весной 1941 года в Москву были доставлены бронеколпак, внутреннее оборудование, вентиляционные устройства и двери, демонтированные из ДОТ укреплённого узла Сумма. Восьмитонный смотровой бронеколпак был установлен в парке Центрального Дома Красной Армии. Остальные экспонаты планировалось представить на летних выставках в других парках столицы.
В августе—сентябре 1941 года финские войска вновь заняли районы, в которых находилась «Линия Маннергейма», и три года восстанавливали её. Более того, по мнению финских военных, в 1944 году линия обороны тут была мощнее, чем в 1939 году. Однако в июне 1944 года в ходе Выборгской операции она была прорвана советскими войсками за 10 дней.

## Оценки оборонительного значения линии
На протяжении всей войны как советская, так и финская пропаганда существенно преувеличивали значение «Линии Маннергейма». Первая — чтобы оправдать длительную задержку в наступлении, а вторая — для укрепления морального духа армии и населения.
Вот мнение об укреплённой линии одного из официальных участников и руководителей вооружённого конфликта — Маннергейма:

...русские ещё во время войны пустили в ход миф о «Линии Маннергейма». Утверждали, что наша оборона на Карельском перешейке опиралась на необыкновенно прочный и выстроенный по последнему слову техники оборонительный вал, который можно сравнить с линиями Мажино и Зигфрида и который никакая армия никогда не прорывала. Прорыв русских явился «подвигом, равного которому не было в истории всех войн»...Всё это чушь; в действительности положение вещей выглядит совершенно иначе.... Оборонительная линия, конечно, была, но её образовывали только редкие долговременные пулемётные гнёзда да два десятка выстроенных по моему предложению новых дотов, между которыми были проложены траншеи. Да, оборонительная линия существовала, но у неё отсутствовала глубина. Эту позицию народ и назвал «Линией Маннергейма». Её прочность явилась результатом стойкости и мужества наших солдат, а никак не результатом крепости сооружений.— Карл Густав Маннергейм. Мемуары. Изд-во «ВАГРИУС». 1999. стр. 319: строка 17 снизу; стр. 320: строки 1 и 2 сверху. ISBN 5-264-00049-2
Старший инструктор бельгийской «линии Мажино» генерал Баду, работавший техническим советником Маннергейма, писал: 

Нигде в мире природные условия не были так благоприятны для постройки укреплённых линий, как в Карелии. На этом узком месте между двумя водными пространствами — Ладожским озером и Финским заливом — имеются непроходимые леса и громадные скалы. Из дерева и гранита, а где нужно — и из бетона, построена знаменитая линия Маннергейма. Величайшую крепость линии Маннергейма придают сделанные в граните противотанковые препятствия. Даже двадцатипятитонные танки не могут их преодолеть. В граните финны при помощи взрывов оборудовали пулемётные и орудийные гнёзда, которым не страшны самые сильные бомбы. Там, где не хватало гранита, финны не пожалели бетона.— Старший инструктор бельгийской «линии Мажино» генерал Баду
Однако российский историк А. Исаев отмечает, что территория Карельского перешейка в целом — равнинная и картина мощных гранитных укреплений просто фантастична. По его оценке:

В действительности «линия Маннергейма» была далека от лучших образцов европейской фортификации. Подавляющее большинство долговременных сооружений финнов были одноэтажными, частично заглублёнными в землю железобетонными постройками в виде бункера, разделённого на несколько помещений внутренними перегородками с бронированными дверями. Три ДОТа «миллионного» типа имели два уровня, ещё три ДОТа — три уровня. Подчеркну, именно уровня. То есть их боевые казематы и укрытия размещались на разных уровнях относительно поверхности, слегка заглублённые в землю казематы с амбразурами и полностью заглублённые соединяющие их галереи с казармами. Сооружений с тем, что можно назвать этажами, было ничтожно мало"— Исаев А. В. Десять мифов Второй мировой. Изд-во Эксмо
Это гораздо слабее укреплений «линии Молотова», не говоря уже о «линии Мажино». Надолбы были рассчитаны на устаревшие танки «Рено» 1918 года и оказались слабы против новой советской техники.
Позже Анастас Микоян писал: «Сталин — умный, способный человек — в оправдание неудач в ходе войны с Финляндией выдумал причину, что мы „вдруг“ обнаружили хорошо оборудованную линию Маннергейма. Была выпущена специально кинокартина с показом этих сооружений для оправдания, что против такой линии было трудно воевать и быстро одержать победу».